# Завитинский район
Завити́нский райо́н — административно-территориальная единица (район) и упразднённое муниципальное образование (муниципальный район) на юго-востоке Амурской области России.
Административный центр — город Завитинск.
Законом Амурской области от 24.12.2020 № 670-ОЗ в январе 2021 году муниципальный район преобразован в муниципальный округ, в 2021 году муниципальный округ утверждён как административно-территориальная единица в Уставе и Законе об административно-территориальном устройстве, в Реестре временно значится как район.

## География
Район расположен на востоке Зейско-Буреинской равнины.
На севере граничит с Ромненским районом, на востоке — с Бурейским районом и с городским округом Райчихинск, на юге — с Михайловским и на западе — с Октябрьским районами.
Основная река — Завитая.

## История
В декабре 1858 года была учреждена Амурская область, которая в свою очередь, поделилась на волости. Одной из таких волостей была Завитинская, получившая своё название от речки Завитая. Территория вновь образованной волости охватывала, если сравнивать с теперешним административно-территориальным делением, Михайловский, Бурейский и Завитинский районы. По состоянию на 1894 год, в волости было 20 поселений. Все они размещались по берегам рек Завитая, Бурея, Дим, Райчиха, Половинка и Харь-Бирь. В них насчитывалось 686 дворов, в которых проживало 5540 человек. Земля распределялась из расчёта 27 десятин на душу.
Заселение района началось в 1865 году, когда на речке Завитая образовалось село Платово и было названо именем первого поселенца. Процесс переселения стал непрерывным. Из года в год на карте района появлялись всё новые и новые населённые пункты. Первыми добровольцами-переселенцами были крестьяне из внутренних областей европейской России, Украины, Белоруссии и Сибири. В 1881 году на речке Половинке, на подгорке образовалась деревня Иннокентьевка, получившая своё название в честь Иннокентия Виниаминова, первого Амурского епископа, затем патриарха Московского.
В 1890 году основано село Белый Яр. Название получило от крутого обрыва белого цвета на противоположном берегу реки Завитая.
В 1892 году появилось село Валуево, названное в честь Амурского военного губернатора А. М. Валуева. До 1910 года оно называлось Рогожино — по фамилии первого поселенца.
В 1897 году основано село Камышенка, названное по фамилии первого поселенца Камышина.
За весь период с начала колонизации и до 1900 года в районе поселилось около 100 хозяйств. Более интенсивное заселение началось с 1900 года. В период с 1901 по 1909 год на территории района возник целый ряд новых населённых пунктов (686 семей). На карте района появились такие деревни, как:
ПОДОЛОВКА. Основана в 1902 году переселенцами из Каменец-Подольской области.
АНТОНОВКА. Основана в 1902 году под названием Увальное, затем переименована в честь первого жителя.
ФЕДОРОВКА. Основана в 1902 году, названа именем первого поселенца Федора Шарапова.
АЛБАЗИНКА. Возникла в 1903 году и названа в честь иконы Албазинской Богоматери, впервые привезённой на Амур иеромонахом Гермогеном в 1665 году. Первоначальным названием деревни было Павло-Петровка.
УСПЕНОВКА. Основана в 1903 году. Первоначально деревня называлась Евсеевка, в честь ходока Евсеева, открывшего и предложившего для заселения этот участок. Позже деревня получила современное название — Успение Божьей Матери.
НОВОАЛЕКСЕЕВКА. Основана в 1904 году. До 1931 года называлась Меркушка по названию одноимённой речушки.
БОЛДЫРЕВКА. Основана в 1906 году и названа по фамилии областного землеустроителя Болдырева. До 1910 года село называлось Минская Слобода, в честь первых поселенцев из Минской области.
ЗАВИТАЯ. Посёлок основан в 1906 году. Название получено от извилистой одноимённой реки. С 1912 года Завитая становится железнодорожной станцией, в 1936 году ему дан статус — посёлок городского типа, с 18 ноября 1954 года посёлок стал городом Завитинск районного подчинения.
АВРАМОВКА. Образовалась в 1908 году, названа по имени первого жителя.
ВЕРХНЕИЛЬИНОВКА. Основана в 1908 году. Названа по фамилии первых поселенцев на Амуре Ильиных.
ДЕМЬЯНОВКА. Основана в 1908 году, название получила по имени первого поселенца.
ТУР — железнодорожная станция. Основана в 1912 году, как железнодорожный разъезд № 30, с 1935 года носит современное название.
ДЕЯ — железнодорожная станция. Основана 1912 году, как железнодорожный разъезд № 31, с 1935 года носит современное название.
ЖИТОМИРОВКА. Образовалась в 1918 году переселенцами из Житомировской области.
ИВАНОВКА. Основана в 1918 году и названа по имени первого поселенца.
ПРЕОБРАЖЕНОВКА. Основана в 1918 году. До 1929 года село называлось Мороженная Падь.
Основывались и другие поселения в северной части района. Начиная с 1918 года по 1924 год переселения в район прекратились. По состоянию на 1926 год в районе было 30 сел и деревень, работало 29 сельсоветов.
С 1924 года по 1930 год в район, как малозаселенный, двинулась широкая волна переселенцев. За этот период вселилось 5000 человек.
В 1928 году основано село ЧЕРВОНАЯ АРМИЯ, в результате планового переселения бывших красноармейцев и их семей.
В 1929 году было основано село ЛЕНИНО.
В 1929 году была основана КУПРИЯНОВКА. Наименование получено от одноимённой речки Куприяниха, названной по имени Я. И. Куприянова, участника экспедиции Н. Н. Муравьева-Амурского в 1854 году.
В 1935 году в связи со строительством железнодорожной ветки Завитая-Поярково возникла станция ДЕМЬЯНОВКА.
В 1915 году вступает в строй мукомольный завод, построен ряд мелких крестьянских мельниц, 6 маслодельных заводов, нефтебаза, кирпичный завод и завод по переработке льна, хлебопекарни, заготзерно, заготпушнина и т. д.
Началась революция. Советская власть в Завитинскую волость пришла в феврале 1918 года, но продолжалась недолго, была свергнута внутренней контрреволюцией и японской интервенцией. В борьбе за восстановление советской власти завитинцы приняли самое активное участие. Так в посёлке Завитая, в Камышенке, Аврамовке, Валуево и Верхнеильиновке были созданы боевые подпольные революционные группы, которые оказывали всестороннюю помощь действовавшим на территории района партизанским отрядам «Старик», «Макарова-Зубарева», «Черный ворон» и «Красный орел».
В августе 1919 года в с. Албазинка Завитинской волости состоялось совещание представителей наиболее крупных партизанских отрядов области, на котором было проведено районирование действий отрядов и создан руководящий орган.
45 завитинцев погибло в годы этого лихолетья. Геройски погиб и первый председатель поселкового революционного совета Константин Нестерович Курсаков, изрубленный шашками.
После изгнания японских интервентов из Амурской области в феврале 1920 года бойцы партизанских отрядов влились в состав частей Красной Армии и продолжали борьбу за полное освобождение Забайкальской и Приморской областей.
В 1931—1932 годах в районе прошла коллективизация. Она проводилась спешно, с перегибами, без материально-технического и идеологического обеспечения. Ещё большие перегибы были допущены в проведении политики раскулачивания. А это, в свою очередь, привело к резкому сокращению производства продуктов сельского хозяйства.
В результате коллективизации в районе было образовано 31 коллективное хозяйство (колхоз): им. Сталина, им. Блюхера, им. 9-й Крымской кавалерийской дивизии, им. Ворошилова, им. Лазо, им. Котовского, им. Калинина, им. Буденного, им. Ануфриева, им. Ленина, им. Мухина, им. Кирова, им. Крупской, Красное знамя, Новая Жизнь, Реконст-рукция,1 Мая, Путь бедноты, Красный пахарь, Вперед, Свобода, Амурец, Завет Ильича, Таёжный труженик, Верный путь, Победитель тайги, Красный охотник, Покоритель тайги и Червоная Армия.
В 1930 году в районе организуется Завитинская машинно-тракторная станция, в 1936 году — Болдыревская, в 1937 году — Куприяновская. Завитинская МТС имела 57 тракторов, 14 комбайнов и 8 автомашин Болдыревская МТС имела 24 трактора, 3 комбайна и 3 автомашины. Примерно такое же количество техники имела и Куприяновская МТС.
На 1 января 1936 года население района составляло 17 тысяч человек. По общей численности в сельской местности проживало — 9,5 тысяч человек и 7,5 тыс. человек в городе. В районе было 25 начальных, 4 неполных средней школы, клуб и 12 изб-читален, 4 больницы и 3 фельдшерско-акушерских пункта.
Ярко проявилась боевая и трудовая доблесть завитинцев и в годы Великой Отечественной войны (1941—1945 г.г.). Страшное известие о войне потрясло всех. Прокатилась волна многолюдных митингов. Выступающие клеймили позором врага, призывали всех мобилизовать свои силы для спасения Родины. Особенно людно в те дни было в военкомате. Молодёжь желала идти на фронт добровольно.
В первые дни войны весь уклад жизни и хозяйственной деятельности в районе были подчинены нуждам фронта.
Все трудовые коллективы поддержали почин работников Завитинской МТС, ММКР и артели «Новый свет» увеличить рабочий день на один час. На железнодорожном транспорте приняло массовый характер Лунинское движение — удлинить перегоны паровозов и вагонов при наименьших затратах денег, материалов и рабочего времени. Движение «Работать за двоих» охватило все предприятия.
На смену мужчин, ушедших на фронт, становились женщины. Так, Вера Кобызева, Мария Кошелева, Зоя Быкова, Женя Пантелеева и другие стали водить поезда. Пелагея Белянина, Меланья Адамова, Вера Крюкова, Вера Гавриленко, Мария Кузьменко, Паша Мясоед, Евдокия Абрамочкина и многие другие сели за штурвалы тракторов и т. д. Сбор денег, продуктов питания и вещей стал массовым. Только в 1945 году из нашего района было отправлено на фронт свыше 2000 посылок. К концу 1941 года труженики села собрали 672 500 рублей для строительства эскадрильи боевых самолётов «Амурский колхозник».
Единым желанием завитинцев было помочь Красной Армии быстрее разгромить врага. Это желание хорошо выразила наша землячка Е. А. Суббота в письме, вложенном в посылку: «Отправляю посылку дорогим защитникам Родины. Кто получит её — боец или командир — не знаю. Но уверена, что получит её герой, потому что вы все герои. Мы с вами, родимые. Хочется сделать все, чтобы помочь вам как можно скорее расколошматить врага». По неполным данным, за период войны из Завитинского района в армию было призвано 1500 человек: не вернулось с фронта 955 человек. Долгими, мучительно долгими были голодные, холодные и тревожные дни войны. Но завитинцы не согнулись, выстояли и победили. Во время войны и первые два десятилетия после неё, в результате бездорожья, крайне плохого обеспечения населения продовольственными и промышленными товарами, очень низкого медицинского и культурного обслуживания и других негативных причин, жители многих отдалённых сёл покидали обжитые места и переселялись в деревни, расположенные ближе к районному центру. В результате этого с карты района исчезли такие села: Цветковка, Вознесеновка, Святогорка, Лазо, Бессарабка, Поляна, Яносовка, Покровка, Горки, Вершина Завитой, Секта, Секта-Горбыль, Тыгда и Озерное. Району потребовалось 5 лет, чтобы поднять производство промышленной и сельскохо-зяйственной продукции до военного уровня, чтобы двинуться дальше.
С конца 50-х и до середины 70-х годов в районе, как и во всей стране, проводилась кампания создания совхозов. В результате этого было образовано 9 совхозов: Болдыревский (образован в 1960 году), Куприяновский (1960 год), Червоноармейский (1963 год), Иннокентьевский (1963 год), Антоновский (1965 год), Мирный (1973 год), Завитинский (1973 год), Житомировский (1976 год), Майский с центральной усадьбой в черте города Завитинска (1976 год).
В 1963 году в районе выделен Завитинский заказник в зоне хвойно-широколистных лесов. Общая площадь его составляет — 30 тысяч га. Имеется два памятника природы — Болдыревские сосняки и Завитинская сосново-лиственная полоса.
В 1995 году в районе 21 сельский населённый пункт: 10 сельских администраций, 4 железнодорожные станции. Население района составляло — 30,1 тыс. человек, из них проживало в городе 22,0 тыс. человек и 8,1 тыс. человек, проживающих в сельских населённых пунктах и ж.д. станциях: Дея, Тур, Демьяновка.
В 2001 году населённые пункты объединяются в 11 сельских администраций и 4 железнодорожные станции, и численность которых составила — 26,3 тыс. человек.
С 2001—2006 годы в районе начался процесс сокращения численности населения района, обусловленный преимущественно миграционным оттоком, это связано, прежде всего, с проводимыми реформами в Российской Армии и с реструктуризацией на предприятиях железнодорожного транспорта Забайкальской железной дороги, расположенных на территории района. В административном отношении район делится на 14 сельских администраций, которые объединяют 24 населённых пункта.
С вступлением Федерального закона в силу с 01.01.2006 года № 131-ФЗ «Об общих принципах организации местного самоуправления в Российской Федерации», на территории района в состав муниципального образования Завитинский район вошло 9 сельских поселений: (Антоновское, Куприяновское, Иннокентьевское, Преображеновское, В-Ильиновское, Болдыревское, Албазинское, Белояровское, Успеновское), включающих 24 сельских населённых пункта и городское поселение «город Завитинск».

## Население
| 1959    | 1970    | 1979    | 1989    | 1990    | 1995    | 2000    |
| ------- | ------- | ------- | ------- | ------- | ------- | ------- |
| 22 190  | ↗26 783 | ↘25 314 | ↗29 637 | ↗30 238 | ↘27 665 | ↘22 421 |
| 2001    | 2002    | 2003    | 2004    | 2008    | 2009    | 2010    |
| ↘21 700 | ↘20 198 | ↘20 000 | ↘19 400 | ↘18 408 | ↘18 145 | ↘15 970 |
| 2011    | 2012    | 2013    | 2014    | 2015    | 2016    | 2017    |
| ↘15 883 | ↘15 584 | ↘15 310 | ↘14 998 | ↘14 808 | ↘14 662 | ↘14 476 |
| 2018    | 2019    | 2020    | 2021    | 2023    |         |         |
| ↘14 365 | ↘13 946 | ↘13 600 | ↘12 327 | ↘11 783 |         |         |

### Национальный состав
По данным переписи населения 1939 года: русские — 60,6 % или 12 075 чел., украинцы — 33,3 % или 6641 чел..

## Административное деление
В Завитинский район входили 10 муниципальных образований, в том числе 1 городское поселение и 9 сельских поселений:
| №        | Муниципальное образование   | Административный центр | Количество населённых пунктов | Население (чел.) | Площадь (км²) |
| -------- | --------------------------- | ---------------------- | ----------------------------- | ---------------- | ------------- |
| 1e-06    | Городское поселение:        |                        |                               |                  |               |
| 1        | город Завитинск             | город Завитинск        | 4                             | ↘10 499          |               |
| 1.000002 | Сельские поселения:         |                        |                               |                  |               |
| 2        | Албазинский сельсовет       | село Албазинка         | 2                             | ↘207             |               |
| 3        | Антоновский сельсовет       | село Антоновка         | 2                             | ↗485             |               |
| 4        | Белояровский сельсовет      | село Белый Яр          | 1                             | ↘165             |               |
| 5        | Болдыревский сельсовет      | село Болдыревка        | 2                             | ↗519             |               |
| 6        | Верхнеильиновский сельсовет | село Верхнеильиновка   | 2                             | ↘161             |               |
| 7        | Иннокентьевский сельсовет   | село Иннокентьевка     | 4                             | ↘490             |               |
| 8        | Куприяновский сельсовет     | село Куприяновка       | 3                             | →532             |               |
| 9        | Преображеновский сельсовет  | село Преображеновка    | 3                             | ↘309             |               |
| 10       | Успеновский сельсовет       | село Успеновка         | 2                             | ↘475             |               |

### Населённые пункты
В Завитинском районе 25 населённых пунктов.
| №  | Тип населённого пункта  | Населённый пункт | Население | Муниципальное образование (до 2021 года) |
| -- | ----------------------- | ---------------- | --------- | ---------------------------------------- |
| 1  | село                    | Аврамовка        | →34       | Болдыревский сельсовет                   |
| 2  | село                    | Албазинка        | ↘179      | Албазинский сельсовет                    |
| 3  | село                    | Антоновка        | ↗447      | Антоновский сельсовет                    |
| 4  | село                    | Белый Яр         | ↘165      | Белояровский сельсовет                   |
| 5  | село                    | Болдыревка       | ↗485      | Болдыревский сельсовет                   |
| 6  | село                    | Валуево          | ↘112      | Преображеновский сельсовет               |
| 7  | село                    | Верхнеильиновка  | ↘161      | Верхнеильиновский сельсовет              |
| 8  | село                    | Демьяновка       | →105      | Иннокентьевский сельсовет                |
| 9  | железнодорожная станция | Демьяновка       | →0        | Иннокентьевский сельсовет                |
| 10 | железнодорожная станция | Дея              | →22       | Преображеновский сельсовет               |
| 11 | село                    | Житомировка      | →0        | Верхнеильиновский сельсовет              |
| 12 | город                   | Завитинск        | ↘9253     | город Завитинск                          |
| 13 | село                    | Ивановка         | ↘146      | Иннокентьевский сельсовет                |
| 14 | село                    | Иннокентьевка    | ↘239      | Иннокентьевский сельсовет                |
| 15 | село                    | Камышенка        | ↘200      | Успеновский сельсовет                    |
| 16 | село                    | Куприяновка      | ↘334      | Куприяновский сельсовет                  |
| 17 | село                    | Ленино           | ↘38       | Антоновский сельсовет                    |
| 18 | село                    | Новоалексеевка   | ↘111      | город Завитинск                          |
| 19 | село                    | Платово          | ↘28       | Албазинский сельсовет                    |
| 20 | село                    | Подоловка        | ↘172      | Куприяновский сельсовет                  |
| 21 | село                    | Преображеновка   | ↘175      | Преображеновский сельсовет               |
| 22 | железнодорожная станция | Тур              | →0        | город Завитинск                          |
| 23 | село                    | Успеновка        | ↘275      | Успеновский сельсовет                    |
| 24 | село                    | Фёдоровка        | →26       | Куприяновский сельсовет                  |
| 25 | село                    | Червоная Армия   | ↘190      | город Завитинск                          |

## Сельское хозяйство
Основной экономический потенциал района представляют сельскохозяйственные предприятия в количестве 9 хозяйств и 22 крестьянских (фермерских) хозяйств. Численность личных подсобных хозяйств населения составила 4253.
Посевные площади в 2005 году всех категорий хозяйств составили 7493 га, в том числе сельскохозяйственных организаций 6433 га, крестьянских (фермерских) хозяйств — 282 га, хозяйств населения — 778 га.
Удельный вес посевных площадей в 2005 году составил 8,3 % от общей площади сельскохозяйственных угодий. В структуре посевных площадей зерновые культуры занимают 44,3 %, соя — 21,3 %, картофель 8 %, овощи — 2,2 %, кормовые культуры — 24,4 %.
В 2005 году валовой сбор зерновых и зернобобовых культур составил 2136,4 тонн, в том числе в сельскохозяйственных предприятиях — 2072,3 тонн, фермерских — 61 тонна, хозяйствах населения — 3,1 тонн, сои — 861,2 тонн, картофеля — 7601,2 тонн, овощей — 1605,9 тонн.

## Крупнейшие предприятия
Крупнейшими предприятиями Завитинского района являются предприятия железнодорожного транспорта.
- Путевая машинная станция-306, созданная в 2003 году на базе имущества Локомотивного депо ст. Завитая и является структурным подразделением ОАО «РЖД». В четырёх цехах ведётся сборка рельсошпальной решётки, ремонт специализированного самоходного подвижного состава, ремонт средств аппаратуры малой механизации и изготовление путевого инструмента.
- Дистанция пути № 18 Забайкальской дирекции инфраструктуры.
- Дистанция водоснабжения и водоотведения (НГЧ-12).
- Потребительское общество «Единство», основными видами деятельности которого является торговля, общественное питание, заготовительная деятельность.
- Предприятие торговли «Наконечников и К».
- Сельскохозяйственное предприятие СПК колхоз «Русь», занятое производством продукции растениеводства и животноводства.

## Транспорт
Хорошо развит автомобильный и железнодорожный транспорт.
Автомобильный
Основной автомагистралью района является федеральная трасса «Амур» (Чита — Хабаровск). Частично асфальтированная. Автомобильное сообщение между населёнными пунктами района и областным центром г. Благовещенск осуществляется сетью дорог местного значения.
Железнодорожный
Через район пролегает Транссибирская железнодорожная магистраль. Крупнейшая станция — Завитая (Завитинск), от которой отходит однопутная неэлектрифицированная линия до станции Поярково протяжённостью 87 км. Сфера железнодорожного транспорта играет важную роль в экономике района.
Связь с областным центром (Благовещенск) осуществляется по железной дороге Владивосток — Белогорск — Благовещенск.
Пассажирские перевозки на территории Завитинского района на городских, пригородных и междугородних перевозках осуществляют индивидуальные предприниматели и Райчихинское пассажирское автотранспортное предприятие.
Авиационный
В 5 км от г. Завитинска расположен практически заброшенный, но имеющий статус запасного, военный аэродром. Две взлётно-посадочные полосы (бетонная и грунтовая) имеют размеры 80 × 3000 м. Способен принимать самолёты всех классов. Используется для транспортировки из Санкт-Петербурга гидротурбин для Бурейской ГЭС.

## Здравоохранение
Медицинскую помощь населению района оказывают:
- Муниципальное учреждение здравоохранения Завитинская центральная районная больница, расположенная в городе Завитинске, мощностью на 180 коек.
- Негосударственным учреждением здравоохранения Узловая поликлиника на станции Завитая Забайкальской железной дороги, дневной стационар мощностью на 15 коек.
- 18 фельдшерско-акушерских пунктов.

Количество врачей в районе — 52 чел., среднего медицинского персонала — 220 чел.

## Образование
Образовательную деятельность осуществляют:
- 3 дошкольных общеобразовательных учреждения,
- 1 учреждение начального общего образования,
- 1 учреждение основного общего образования,
- 11 средних (полных) школ,
- 2 учреждения дополнительного образования детей — Дом детского творчества, Детская школа искусств,
- 1 профессиональное училище,
- 1 детский приют.

В районе создаются условия для занятости подростков в период школьных каникул посредством организации работы кружков, клубов, спортивных секций, пришкольных лагерей, трудовых объединений подростков.

## Культура
Учреждения культуры на территории района:
- 20 Домов культуры,
- 14 библиотек,
- детская школа искусств
- четыре народных коллектива:
  - семейный ансамбль Шадриных,
  - Завитинский народный театр «Родник»,
  - народный ансамбль танца «Калейдоскоп»,
  - вокальная группа «Вдохновение»,
- районный центр досуга «Мир»,
- краеведческий, железнодорожный и ряд школьных музеев,
- выставочный зал.

## Средства массовой информации
На территории района осуществляет информационную и рекламную и типографическую деятельность ООО «Редакция газеты „Завитинский Вестник“». Газета издаётся с ноября 1930 года. Тираж около 1800 экземпляров. Распространяется по территории района.
Действует телевизионный канал информационного направления.